# Ducado de Andría

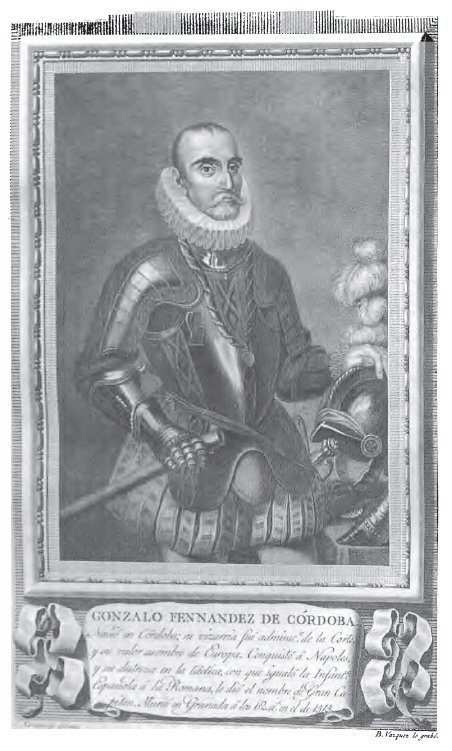
Gonzalo Fernández de Córdoba.

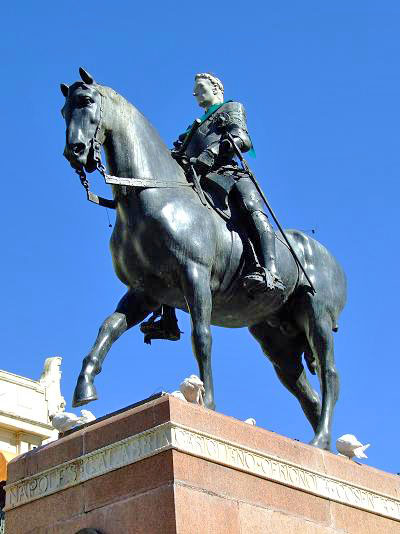
Monumento al Gran Capitán, Córdoba. Obra de Mateo Inurria.

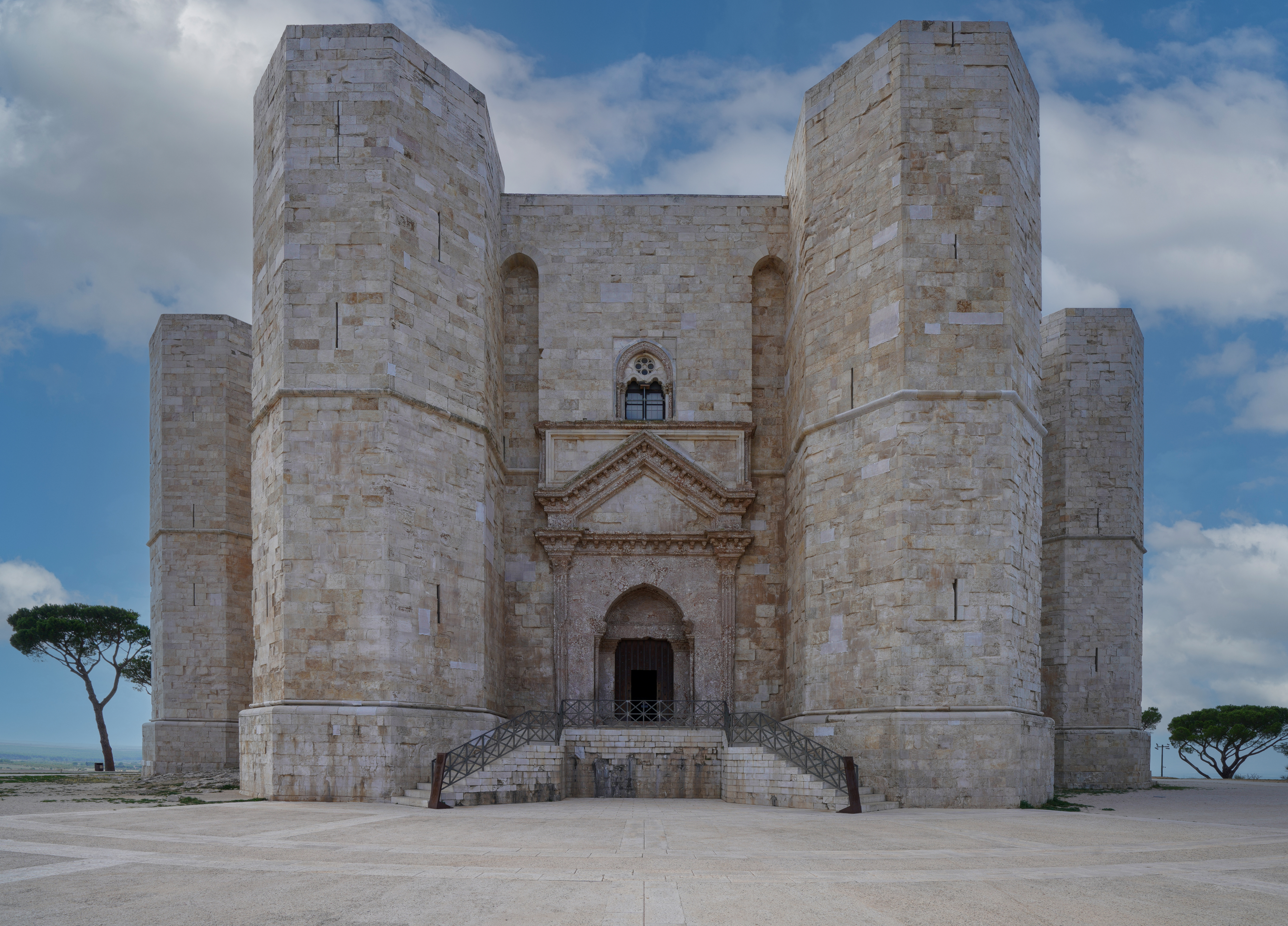
Castillo de Andria, Italia.

El ducado de Andría es un título nobiliario creado el 1 de enero de 1507 por Fernando II de Aragón, a favor de Gonzalo Fernández de Córdoba y Enríquez de Aguilar, el Gran Capitán, en el antiguo reino de Nápoles, reino que conquistó para la Corona de Aragón, frente a las pretensiones anexionistas de Luis XII de Francia.
Una vez conquistado el reino de Nápoles fue nombrado virrey del mismo, obteniendo de sus soberanos, los Reyes Católicos, los territorios correspondientes a los ducados de Sessa, de Montalto, de Sant'Ángelo, de Terranova y de Andría, así como varios principados y diversos señoríos, no solo en Nápoles sino también en Castilla, concretamente en Córdoba.
Este título, cayó en el olvido, hasta que el 11 de mayo de 1904 fue rehabilitado, como título del reino, con grandeza de España, por el rey Alfonso XIII, a favor de José Alfonso de Bustos y Ruiz de Arana, xii vizconde de Rías.

## Denominación
Su denominación, hace referencia a la ciudad y comuna de Andria en la provincia de Bari (Puglia), en el sur de Italia.

## Duques de Andría
|                                  | Titular                                             | Periodo                          |
| Creación por los Reyes Católicos | Creación por los Reyes Católicos                    | Creación por los Reyes Católicos |
| -------------------------------- | --------------------------------------------------- | -------------------------------- |
| i                                | Gonzalo Fernández de Córdoba y Enríquez de Aguilar  | 1507-1515                        |
| Duques de Andria, (en Nápoles)   |                                                     |                                  |
| ii                               | Elvira Fernández de Córdoba y Manrique de Lara      | 1515-1524                        |
| iii                              | Gonzalo Fernández de Córdoba y Fernández de Córdoba | 1524-1552                        |
| Rehabilitación por Alfonso XIII  |                                                     |                                  |
| Duques de Andría                 |                                                     |                                  |
| iv                               | José Alfonso de Bustos y Ruiz de Arana              | 1904-1940                        |
| v                                | María Teresa de Bustos y Figueroa                   | 1954-2008                        |
| v                                | María Teresa Roca de Togores y de Bustos            | 2010-actual titular              |

## Historia de los duques de Andría
- Gonzalo Fernández de Córdoba y Enríquez de Aguilar, i duque de Andria, i duque de Sessa, i duque de Sant'Ángelo, i duca de Terranova y i de Montalto, i marqués de Bitonto, i príncipe de Jaffa, i príncipe de Verona, i príncipe de Squilache, etc. Era hijo de Pedro Fernández de Córdoba, ricohombre de Castilla, v señor de Aguilar de la Frontera, viii señor de la Casa de Córdoba, vii señor de Cañete de las Torres, señor de Paterna, de Montilla, de Luches etc..quien había casado con su prima Elvira de Herrera, nieta de Alfonso Enríquez, Almirante mayor de Castilla, señor de Medina de Río Seco.

Casó, en primeras nupcias, con su prima, Isabel de Sotomayor, con la que no tuvo descendientes. En segundas nupcias, casó con María María Manrique, con quien tuvo a su hija y sucesora:
- Elvira Fernández de Córdoba y Manrique, (¿?-18 de septiembre de 1524) ii duquesa de Andria,[1] ii de Sessa, ii de Sant'Ángelo, ii de Terranova y ii de Montalto etc.

Casó con Luis Fernández de Córdoba, iv conde de Cabra y iv vizconde de Iznájar. El 18 de septiembre de 1524, le sucedió su hijo:
- Gonzalo Fernández de Córdoba y Fernández de Córdoba, iii duque de Andria,[1] iii de Sessa, iii de Sant'Ángelo, iii de Terranova y iii de Montalto, v conde de Cabra, v vizconde de Iznájar, i duque de Baena. Este duque por causa de sus «liberalidades desusadas» (Fernández de Bethencourt), durante el gobierno de sus estados de Nápoles, tuvo que enajenar todas sus posesiones, siendo el ducado de Andría el último que vendió, concretamente en 1552 a Fabricio Carafa, conde de Rufo. Con el producto de las ventas de sus estados napolitanos, se radicó en Castilla, con el único título que conservó para su familia, que fue el de duque de Sessa, aunque sin estado. Este título se le reconoció como título de Castilla.

Casó con María de Sarmiento y Mendoza, hija de Francisco de los Cobos y de María de Mendoza y Pimentel, vii condesa de Rivadavia, con la que no hubo sucesión.
El ducado de Andria cae en el olvido y en desuso durante más de trescientos años, hasta que en 1904, José Alfonso de Bustos y Ruiz de Arana, solicita su rehabilitación, concediéndosele como título del reino, con denominación de «duque de Andría» (en su origen era «Andria»), con grandeza de España, por lo que pasó a ser iv duque de Andría el 11 de mayo de 1904:
- José Alfonso de Bustos y Ruiz de Arana (1883-1940), iv duque de Andría,[1] xii vizconde de Rías, gentilhombre grande de España con ejercicio y servidumbre del rey Alfonso XIII, hijo de Alfonso de Bustos y Bustos, ix marqués de Corvera, y de María Isabel Ruiz de Arana y Osorio de Moscoso xxi condesa de Nieva y XV condesa de Oliveto.

Casó, en primeras nupcias con Teresa de Perinat y Terry, hija de Guillermo de Perinat y Ochoa y de María del Carmen Terry y d'Orticós Adán y Leys, i marquesa de Perinat, con la que no tuvo sucesión. En segundas nupcias, casó con Blanca de Alzola y González de Castejón Minondo y Torres, i marquesa de Yurreta y Gamboa, sin descendientes, tampoco de ese segundo matrimonio. Le sucedió su sobrina el 29 de octubre de 1954:
- María Teresa de Bustos y Figueroa (20 de septiembre de 1914-2 de marzo de 2008),  V duquesa de Andría.[1] Era hija de Rafael de Bustos y Ruiz de Arana, xiv duque de Pastrana y de Casilda Figueroa y Alonso-Martínez.

Casó con Luis Roca de Togores y Tordesillas, iii marqués de Asprillas. con quien tuvo a Luis, Teresa y Álvaro. Casó en segundas nupcias con Eduardo Rodrigáñez y Serrano, con quien tuvo a Jaime y Casilda. Le sucedió, de su primer matrimonio, su hija el 23 de junio de 2010:
- María Teresa Roca de Togores y de Bustos, (n. 14 de abril de 1938) vi duquesa de Andría.[1]

Casada con Rafael Merry del Val y Megarejo.